# Priodontognathus phillipsii
Priodontognathus phillipsii es la única especie conocida del género dudoso extinto  Priodontognathus (gr. “quijada serrada”) de dinosaurio tireóforo nodosáurido, que vivió a finales del período Jurásico, hace aproximadamente 156 millones de años, en el Oxfordiense, en lo que es Europa. Fue encontrado en la Arenisca Calcárea Baja de Yorkshire, Inglaterra. Es un género dudoso basado en un maxilar, que ha sido erróneamente mezclado con los iguanodóntidos y los estegosáuridos. Como todo anquilosauriano, Priodontognathus debió haber sido un herbívoro cuadrúpedo, compacto y bajo que se protegía con una armadura de ataques de depredadores.
El paleontólogo inglés Harry Seeley, fue quien describiera el género, mencionando primero el maxilar holotipo, SMC B53408, en 1869.  Seeley estaba compilando en ese momento un catálogo de los fósiles del Museo Woodwardian . Parte de estos formaron la Colección Forbes que, tras la muerte de James Forbes-Young, en 1862 había sido donada a la Universidad de Cambridge por sus hijos Charles Young y Henry Young. La procedencia es desconocida sin embargo se cree que fue encontrado cerca de la costa de Yorkshire. Inicialmente lo colocó referido al Iguanodon, y lo llamó I. phillipsii. Por 1875, lo reconoció como un género diferente y llamó al género Priodontognathus, por la forma de los dientes. El nombre se deriva del griego prion, "sierra", odous, "diente" y gnathos, "mandíbula", en reconocimiento a la forma de sus dientes. Debido a que los dientes de reemplazo aún no habían salido, sus dentados no se habían desgastado y se podían ver muchas denticulas afiladas, con forma de puntas de sierra.
Debido a que los dinosaurios armados eran poco conocidos en su tiempo, él no pudo compararlo con otros géneros y a la luz de esto no es de extrañar que posteriormente en 1893 fuera mezclado con el estegosáurido Omosaurus, hoy Dacentrurus, como Omosaurus phillipsii. Por ese tiempo nombró a una especie erróneamente Omosaurus phillipsi basándose en un fémur, YM 498 y al parecer asignó tentativamente a Priodontognathus a esta especie, a pesar de tener el mismo nombre específico (ver aquí Archivado el 3 de marzo de 2016 en Wayback Machine.), estando basado en material no comparable.
Con pasar del tiempo, fue generalmente considerado como un estegosáurido, aunque al menos un autor reconociera que no era así y lo asignara a "Acanthopholididae", que luego sería conocida como Nodosauridae. Alfred Sherwood Romer lo reconoció como un anquilosauriano, pero lo sinonimizó con Hylaeosaurus.
Peter Galton relanzó al nombre en 1980 y estableció que se trataba de un género separado, al compararlo con Priconodon y Sauropelta y asignarlo a Nodosauridae. Habiéndose aceptado que se trata de algún tipo de anquilosauriano, su validez está discutida, considerándoselo Nomen dubium. 
La doble "i" al final del nombre de especie de Priodontognathus y "Omosaurus" phillipsii es una antigua formulación que hoy en día no se realiza. La extra "i" no ha sido formalmente removida, pero algunos auores la quitan. Por lo anteriormente mencionado tanto "Omosaurus" como Priodontognathus phillipsi, son referido a "Iguanodon" phillipsii.

### "Omosaurus"phillipsii
Como fue mencionado, Seeley llamó a un fémur Omosaurus phillipsii en 1893, que es confundido con el Priodontognathus, debido a la discusión en el mismo artículo (y consideración posiblemente como el mismo género), y debido a ello tienen el mismo nombre de especie. Omosaurus phillipsii, es conocido hoy como "Dacentrurus" phillipsii u "Omosaurus" phillipsii (dependiendo del autor, lo consideran dudoso o no), una dudosa especie de estegosáurido del Miembro Malton Oolite de la Formación Coralline Oolite, Slingsby, Yorkshire del Norte. Galton (1983) encontré que no posee características diagnósticas, y su mayor significancia es de que se trata del único género conocido de estegosáuridos del Oxfordiano. El fémur, que se encontraba en tres piezas, pertenecía a un individuo juvenil.